# 木偶剧收藏馆
德累斯顿的木偶剧收藏馆（德语：Puppentheatersammlung）收藏了50,000 多件18世纪、19世纪和20世纪的戏剧木偶，这使其成为世界上收藏中最重要和最大的同类收藏馆之一。
木偶剧收藏馆是萨克森民间艺术博物馆（Museum für Sächsische Volkskunst）的一个主要独立部分。两者都属于德累斯顿国家艺术收藏馆（Staatliche Kunstsammlungen Dresden）。展览地点位于内新城（Innere Neustadt）的耶格霍夫（Jägerhof），仓库位于阿尔贝城（Albertstadt）的圣马丁驻军教堂（Garnisonkirche St. Martin）。

## 历史
收藏馆起源于莱比锡老师、木偶表演史学家和德国第一本木偶戏杂志编辑奥托·林克（Otto Link）的收藏。莱比锡大学医学教授和德国木偶戏研究专家阿瑟·科尔曼（Arthur Kollmann）鼓励他开始收藏。1913年，收藏向公众开放。从1918年起，林克和科尔曼密切合作，共同打造收藏馆。
1952年收藏馆国有化后，继续作为萨克森民间艺术博物馆的国家研究中心。奥托·林克辞去工作，从此开始经营木偶剧收藏。这一年，她从莱比锡搬到了德累斯顿，致力于收藏，并在德国城市组织了许多展览。木偶剧系列于1958年成为国际木偶联盟（UNIMA）的成员。同年出版了第一期《木偶剧集通知》杂志。这是东德唯一的此类期刊，一直出版到1990年。奥托林克于次年去世，由戏剧学者罗尔夫·马瑟（Rolf Mäser）接任。